# 秦郡
秦郡（しん-ぐん）は、中国にかつて存在した郡。東晋から南北朝時代にかけて、現在の江蘇省南京市六合区および安徽省天長市西部にまたがる地域に設置された。

## 概要
304年（西晋の永興元年）に臨淮郡淮陵県を分割して立てられた堂邑郡を前身とする。東晋の安帝のとき、堂邑郡を改めて秦郡が立てられた。秦郡は豫州に属し、郡治は尉氏県に置かれた。
431年（南朝宋の元嘉8年）、南兗州に転属した。宋の秦郡は秦・義成・尉氏・懐徳の4県を管轄した。
483年（南朝斉の永明元年）、秦郡は廃止されて、斉郡に併合された。
南朝梁のとき、再び秦郡が置かれていたと思われる。
555年（北斉の天保6年）、趙彦深が秦郡など5城を奪った。北斉の秦郡は秦州に属した。
573年（南朝陳の太建5年）、呉明徹の北伐により、北斉の秦州を奪った。575年（太建7年）3月、秦郡が譙州に転属した。5月、秦郡が南兗州の属郡にもどされた。578年（太建10年）8月に秦郡が義州と改められたが、同年10月に義州は廃止された。579年（太建11年）、淮南の地が北周に奪われ、秦郡も北周の領土となった。
北周のとき、秦郡は六合郡と改められ、方州に属した。
583年（開皇3年）、隋が郡制を廃すると、六合郡は廃止された。

## 醴泉秦郡
本節では、現在の陝西省礼泉県に設置された秦郡について述べる。寧夷県に西魏が寧夷郡を置いた。北周のときに秦郡と改められたが、後に廃止された。